# نادي بابنوسة لكرة القدم
نادي بابنوسة الرياضي ويُعرف أحياناً باسم أسود الغابة هو نادٍ رياضي سوداني في غرب كردفان أُسِّس في 10 ديسمبر 1971. وتمارس فيه العديد من الأنشطة الرياضية والثقافية، ككرة القدم، السباحة، بجانب كرة السلة، والتنس. شعار النادي هو الأزرق وأبيض.

## التشكيلة
ملاحظة: تشير الأعلام إلى المنتخب الوطني على النحو المحدد في قواعد الأهلية للفيفا. قد يحمل اللاعبون أكثر من جنسية واحدة غير تابعة للفيفا.
| الرقم | البلد   | المركز | اللاعب            |
| ----- | ------- | ------ | ----------------- |
| 1     | السودان | حارس   | ناصر محمد         |
| 94    | السودان | حارس   | يونس حماد         |
| 4     | السودان | مدافع  | الطاهر عبد الباقي |
| 3     | السودان | مدافع  | مسعود محمد        |
| 2     | السودان | مدافع  | حماد ادم          |
| 5     | السودان | مدافع  | صالح عبد الباقي   |
| 6     | السودان | وسط    | أحمد بدوي         |
| 7     | السودان | وسط    | فتحي كرم          |
| 9     | السودان | وسط    | التوم بدوي        |
| 17    | السودان | وسط    | نادر محمد         |
| 14    | السودان | مهاجم  | عبد العزيز جبريل  |
| 10    | السودان | مهاجم  | محمد إبراهيم      |
| 9     | السودان | مهاجم  | محمود مصطفى       |
| 8     | السودان | مهاجم  | منتصر محمد        |
| 77    | السودان | مهاجم  | عادل حمدان        |